# 2 Coríntios 8
2 Coríntios 8 é o oitavo capítulo da Segunda Epístola aos Coríntios, de autoria do Apóstolo Paulo, no Novo Testamento da Bíblia.

## Estrutura
A Tradução Brasileira da Bíblia organiza este capítulo da seguinte maneira:
- 2 Coríntios 8:1-15 - A generosa oferta das igrejas da Macedônia para os cristãos pobres da Judeia
- 2 Coríntios 8:16-24 - A nova missão de Tito